# Augusto Meira
José Augusto Meira Dantas (Ceará-Mirim, 11 de dezembro de 1873 — 21 de março de 1964) foi um escritor e político brasileiro.
Nasceu à margem do rio Ceará-Mirim, no Engenho Diamante, propriedade de canaviais e que há mais de duzentos anos pertencia à sua família. Descendia de duas grandes famílias rurais nordestinas: os Meira de Vasconcelos, da Paraíba, pelo lado paterno; e os Ribeiro Dantas, do Rio Grande do Norte, pelo lado materno. Seu pai, Olinto José Meira de Vasconcelos formara-se na Faculdade de Direito de Olinda, em 1851, sendo logo nomeado promotor público do município de Sousa, no alto sertão da Paraíba. Ali contraiu matrimônio na família Correia de Sá, indo residir na propriedade Acuã.
Do primeiro matrimônio de Olinto José Meira nasceu Francisco de Sales Meira e Sá, juiz, desembargador, senador federal pelo Rio Grande do Norte. Exerceu a promotoria pública na cidade da Paraíba, antiga capital do Estado. Perdendo a esposa, transferiu-se para o Rio Grande do Norte, onde ocupou a chefia de polícia do Pará e o Governo dessa mesma província, no ano de 1861, e a presidência do Rio Grande do Norte nos anos de 1863 a 1866. Os Meiras de Vasconcelos da Paraíba exerceram forte influência em seu estado e em todo o Norte.
Augusto Meira acompanhara todas as mudanças, todas as transformações políticas, sociais, filosóficas e morais de sua época. Sua palavra ainda se fazia ler e ouvir através dos jornais ou das tribunas. Os estudos primários e secundários, Augusto Meira os realizou com seu próprio pai. Realizou o curso jurídico na Faculdade de Direito de Recife, diplomando-se em 1899.
Exerceu o cargo de delegado de polícia no Rio de Janeiro. Foi promotor público na cidade de Santarém, no estado do Pará. Foi professor de Direito Criminal e, também, jornalista.
Foi o escritor da letra do atual hino do Rio Grande do Norte, oficializado em 1957.